# 酷兒獅獎

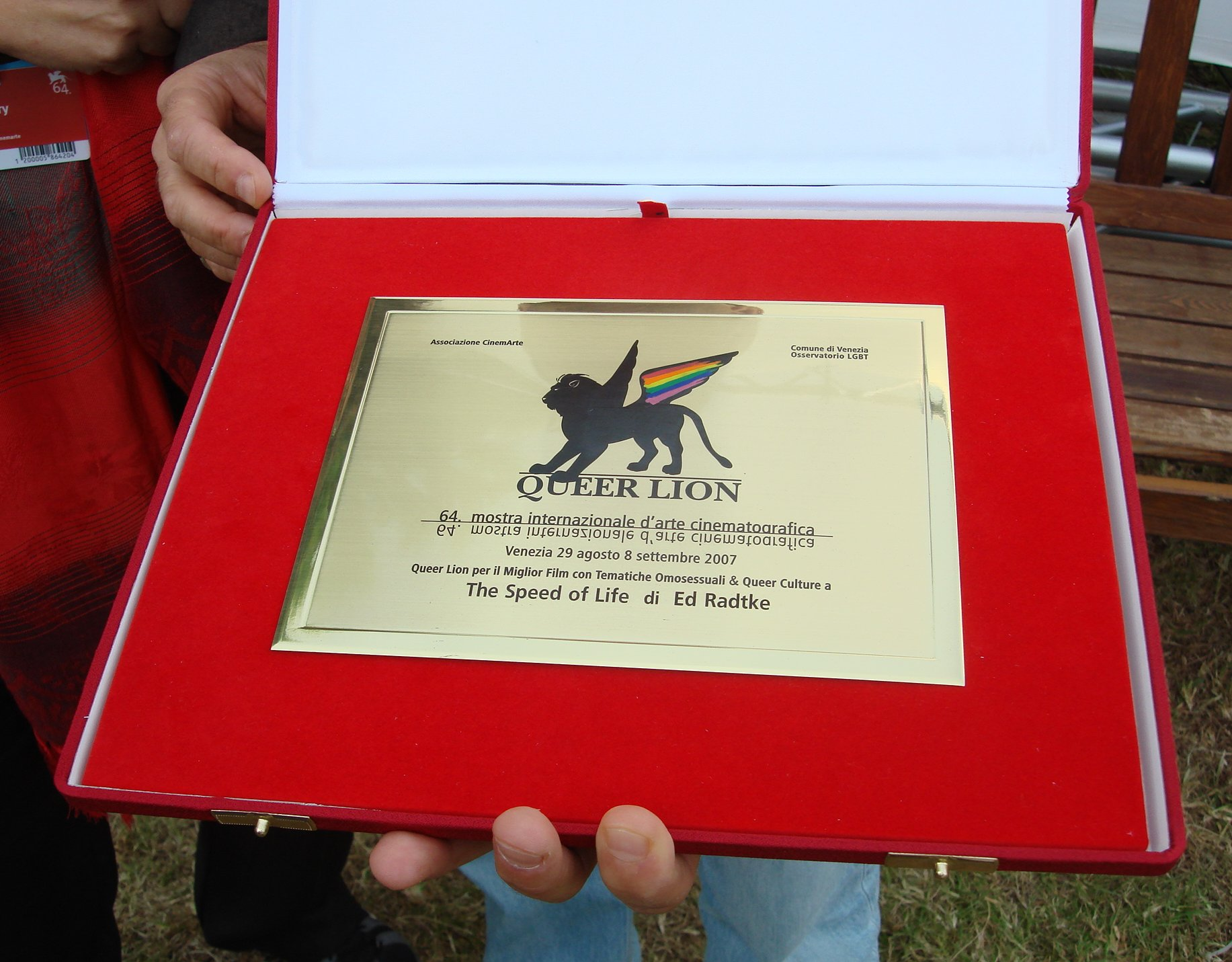
第1屆酷兒獅獎：《人生光景》

酷兒獅獎（英語：Queer Lion）是於2007年開始頒發的一座獎項，來表彰在威尼斯电影节放映的「最佳LGBT主題和酷兒文化的電影」。

## 歷史
酷兒獅獎的想法來自一場2003年CinemArte協會的的負責人丹尼爾·N·卡薩格蘭德（Daniel N. Casagrande）在月刊雜誌《威尼斯新聞》（Venezia News）向威尼斯影展當時的導演莫里茲·德哈德倫（Moritz De Hadeln）做的訪問。在訪問當中，卡薩格蘭德問德哈德倫威尼斯影展是否會有一座專門表彰同性戀主題電影的獎項，與柏林国际电影节20年前開始頒發的泰迪熊奖一樣。雖然回答是正面的，但是隔年影展的導演更換使項目的發展被推遲，而新導演馬可·穆勒亮起支持的綠燈，表明他願意支持並維持這一全新附帶獎項的建立。
威尼斯影展全部單元中包含LGBTQ主題、故事、劇情或角色的電影都被考慮為符合獎項的資格。確切來說這些單元是官方競賽（Concorso）、非競賽（Fuori Concorso）、地平線（Orizzonti）、義大利正反打（Controcampo italiano）、威尼斯日（Giornate degli Autori）和國際影評人周（Settimana Internazionale della Critica）。
酷兒獅獎評審團由記者、導演、影評人和對電影有深入知識的人組織在威尼斯影展期間觀看了所有被視為包含LGBTQ元素的電影，並從中評選出「最佳電影」。

## 獎項
| 年份 | 贏家             | 導演                       | 國家                                | 參考資料 |
| ---- | ---------------- | -------------------------- | ----------------------------------- | -------- |
| 2007 | 《人生光景》     | 艾華·拉代克                | 美国                                | [ 3 ]    |
| 2008 | 《生命中的一天》 | 斯蒂法諾·圖莫里尼          | 義大利                              | [ 4 ]    |
| 2009 | 《》             | 汤姆·福特                  | 美国                                | [ 5 ]    |
| 2010 | 《》             | 毛罗·安德里莉齐            | 阿根廷                              | [ 6 ]    |
| 2011 | 《》             | 阿爾·柏仙奴                | 美国                                | [ 7 ]    |
| 2012 | 《重量》         | 全圭焕                     |                                     | [ 8 ]    |
| 2013 | 《》             | 史蒂芬·佛瑞爾斯            | 英国                                | [ 9 ]    |
| 2014 | 《夏夜》         | 馬利歐·梵法尼              | 法國                                | [ 1 ]    |
| 2015 | 《丹麦女孩》     |                            | 美国                                | [ 10 ]   |
| 2016 | 《》             | 古德蒙达尔·阿诺尔·古德蒙松 | 冰島                                | [ 1 ]    |
| 2017 | 《》             | 安妮·芳婷                  | 法國                                | [ 1 ]    |
| 2018 | 《》             | 程力                       | 、 美国                             | [ 11 ]   |
| 2019 | 《王子》         | 塞巴斯蒂安·穆尼茲          | 智利                                | [ 12 ]   |
| 2020 | 《未來世界》     | 莫娜·法斯特沃              | 美国                                | [ 13 ]   |
| 2021 | 《最後里程》     | 詹盧卡·馬塔雷斯            | 義大利、 法國                       | [ 14 ]   |
| 2022 | 《換軀渡假村》   | 艾力克斯·沙德              | 德国                                | [ 15 ]   |
| 2023 | 《家政初学者》   | 戈兰·斯托列夫斯基          | 北馬其頓、 波蘭、 塞爾維亞、 科索沃 | [ 16 ]   |
| 2024 | 《沙漠之魂》     | 莫妮卡·塔博 阿達·塔皮亞    | 哥伦比亚、 巴西                     | [ 17 ]   |

## 外部鏈接
- 官方网站